# Rodin Museum (Philadelphia)

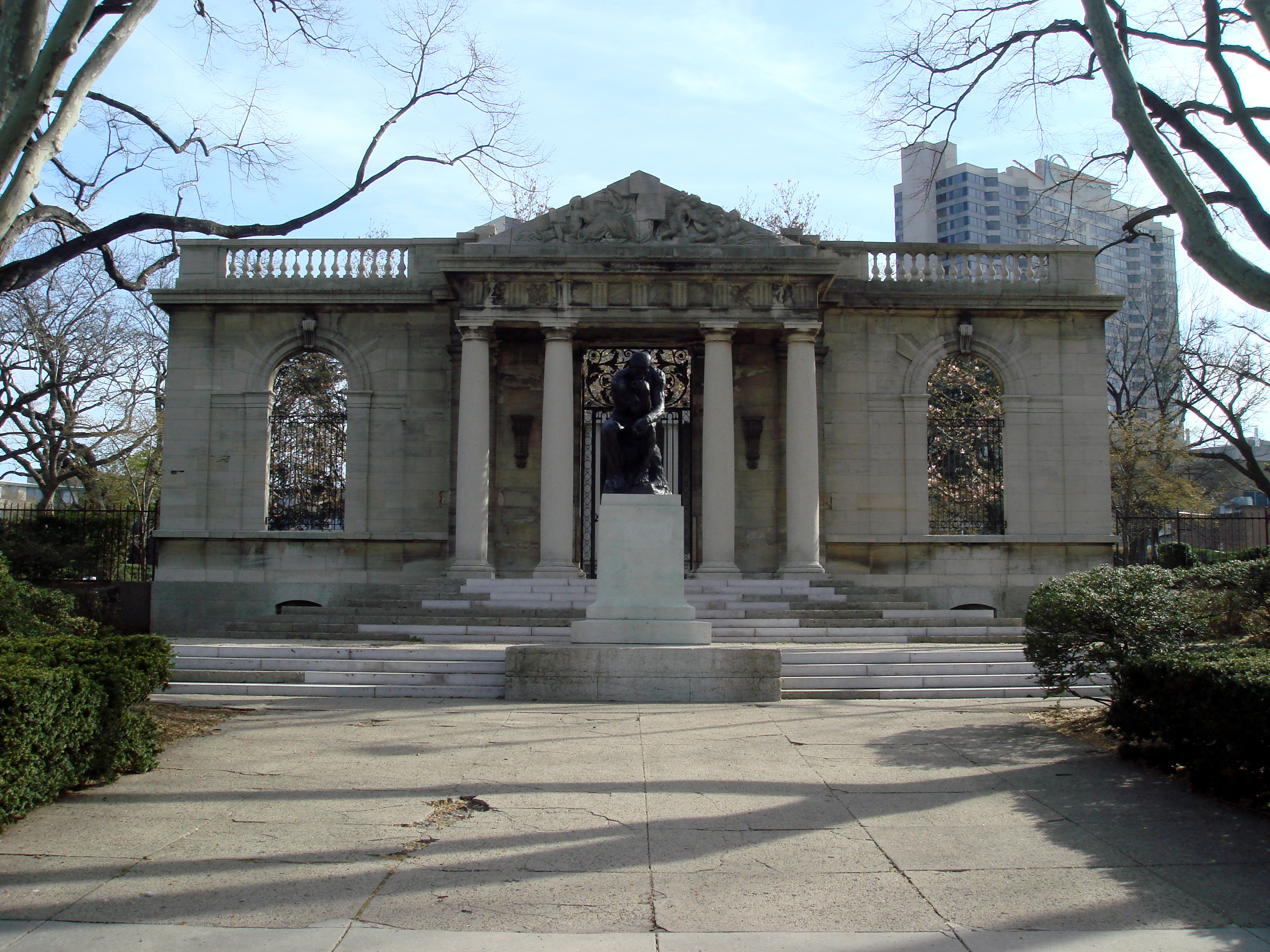
Rodin Museum

Das Rodin Museum ist ein Kunstmuseum in Philadelphia, Pennsylvania, das eine der größten Sammlungen von Werken des Bildhauers Auguste Rodin außerhalb von Paris beherbergt. Das Museum wurde 1929 eröffnet und wird vom Philadelphia Museum of Art verwaltet. Das Museum beherbergt eine Sammlung von fast 150 Objekten mit Bronze-, Marmor- und Gipsstatuen von Rodin.

## Galerie

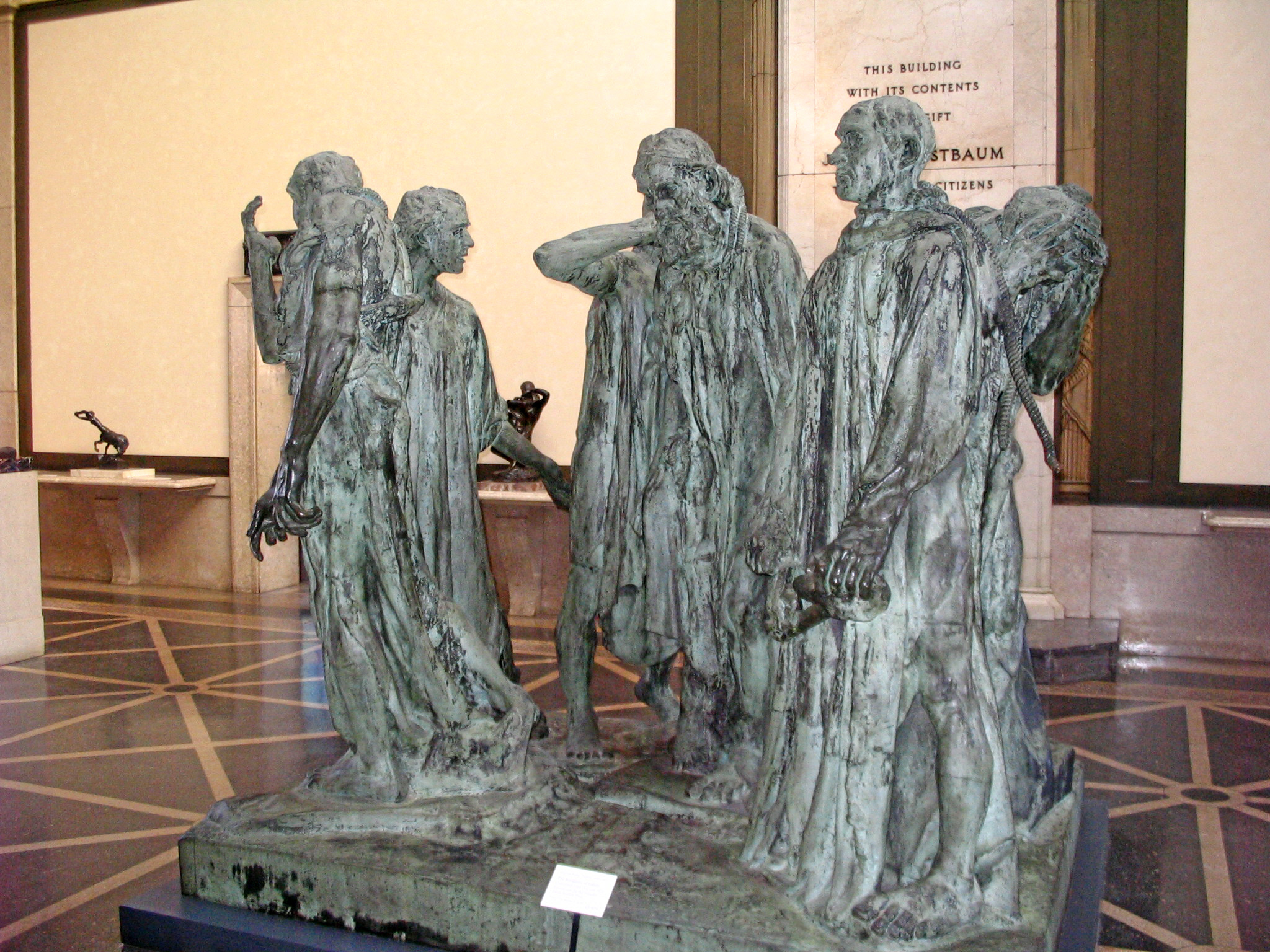
Die Bürger von Calais
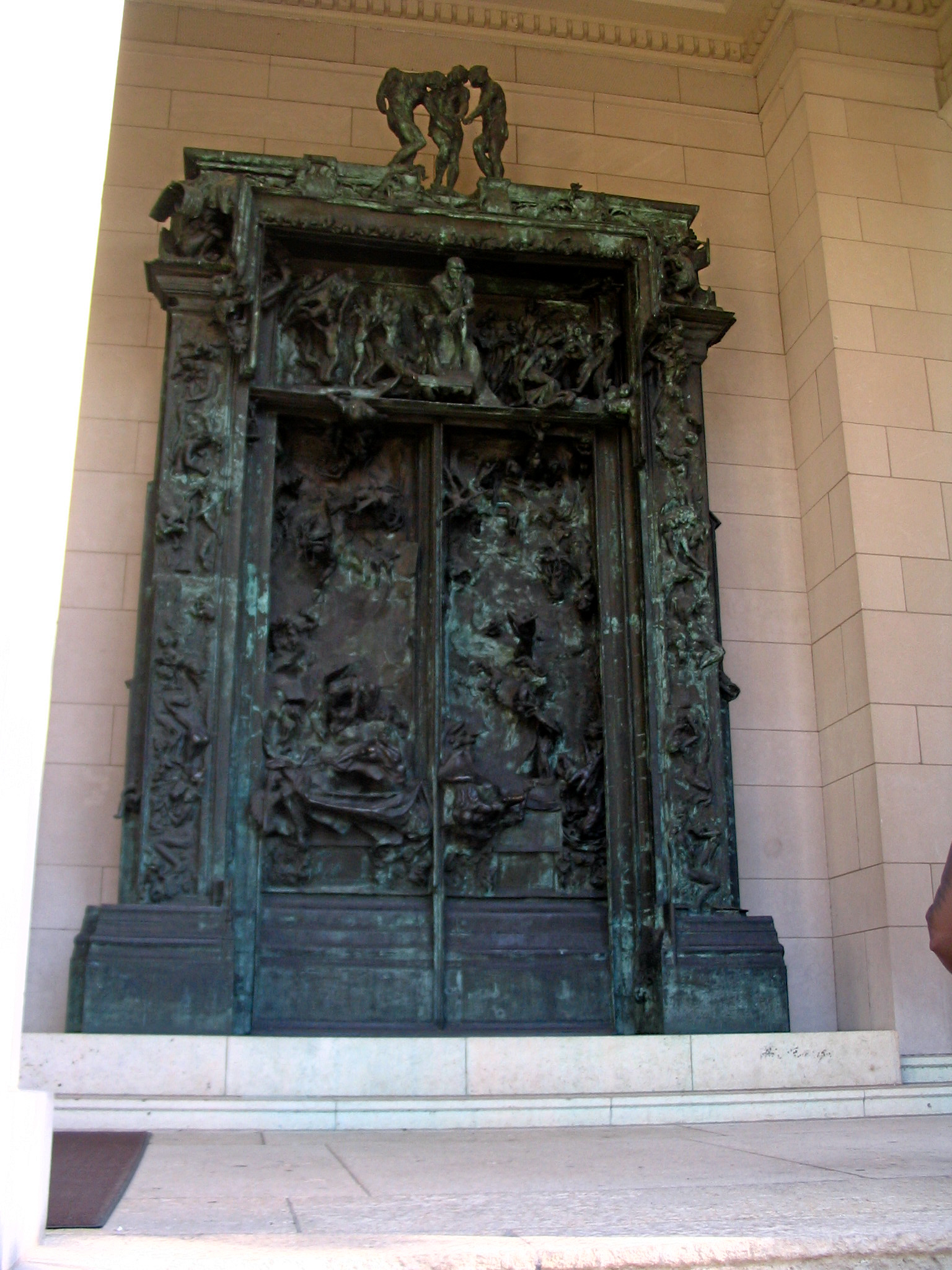
„Das Höllentor“
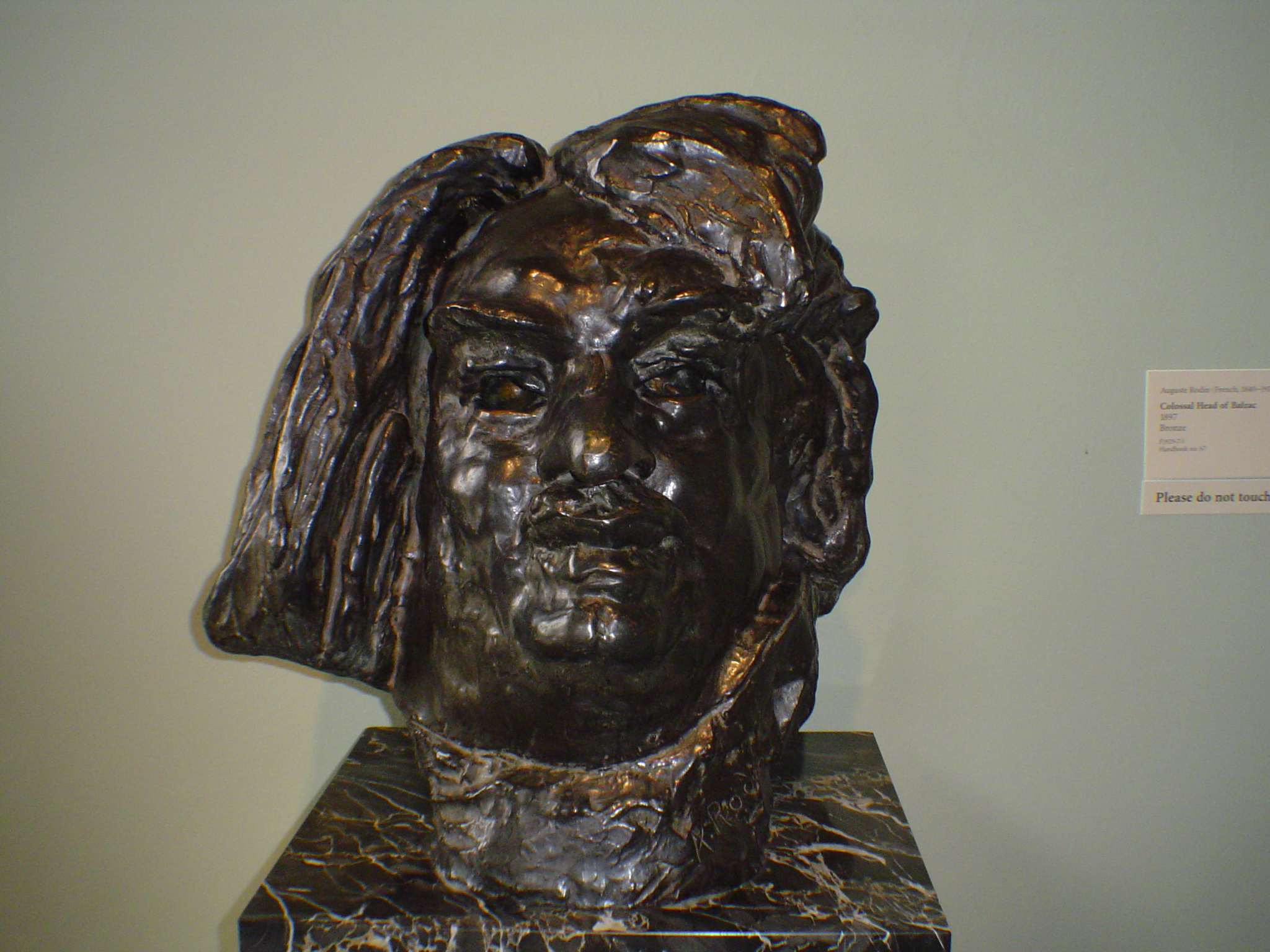
The Colossal Head of Balzac
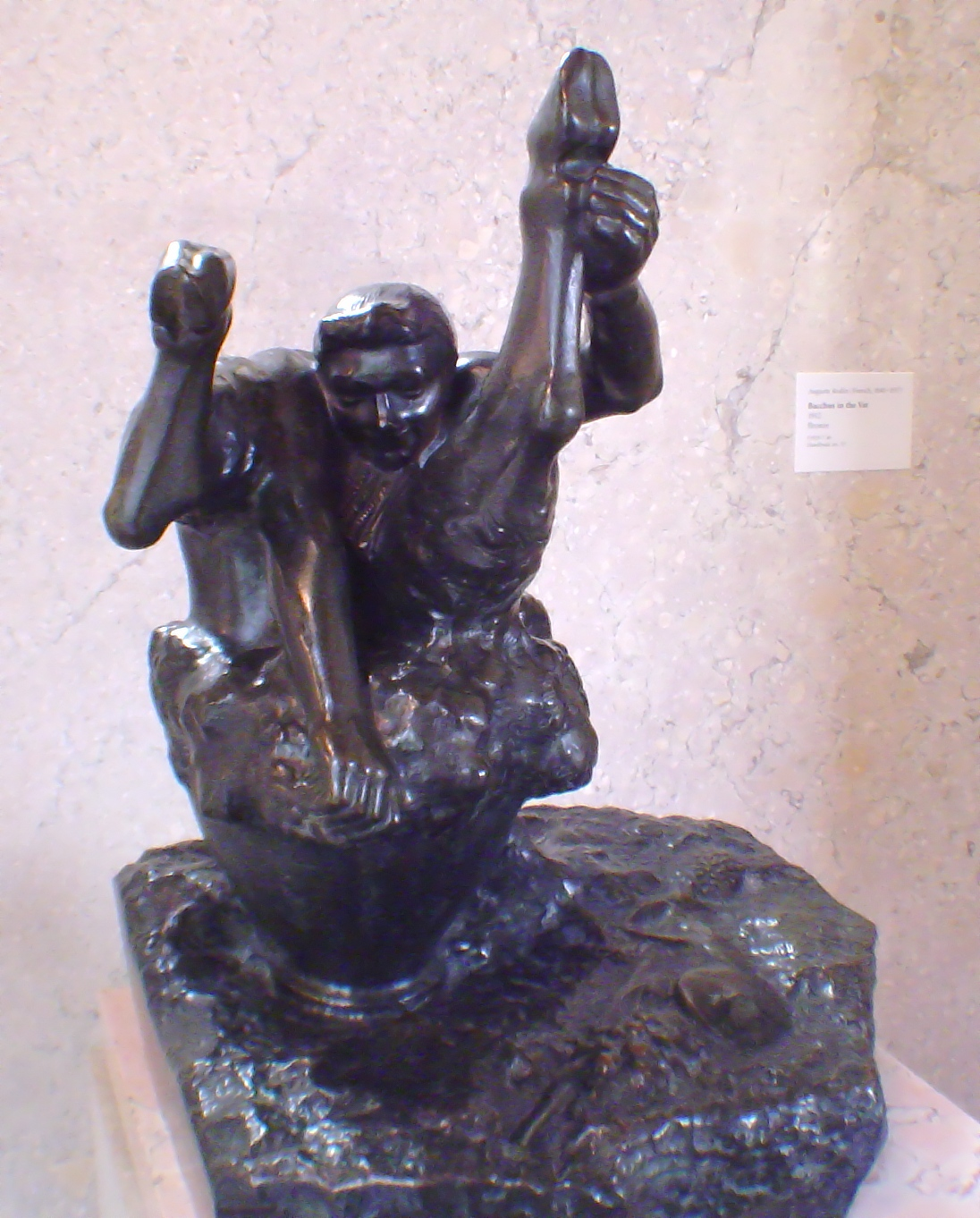
Bacchus im Fass